# Lynn Whitfield
Lynn Whitfield (Baton Rouge, 15 de febrero de 1953) es una actriz estadounidense.

## Biografía
Lynn comenzó su carrera de actuación en televisión y teatro, antes de progresar a papeles secundarios en el cine. Ganó un premio Emmy a la mejor actriz principal en una miniserie o telefilme y un premio NAACP Image por su actuación como Josephine Baker en la película The Josephine Baker Story (1991). También ganó premios NAACP Image por su trabajo en Touched by an Angel (1998), The Planet of Junior Brown (2000) y Redemption: The Stan Tookie Williams Story (2004).
Su trabajo en cine incluye actuaciones en A Thin Line Between Love and Hate, Stepmom, Eve's Bayou, The Cheetah Girls, Madea's Family Reunion y The Cheetah Girls 2.